# Круппке, Деннис
Деннис Круппке (нем. Dennis Kruppke; род. 1 апреля 1980, Мюнстер, Северный Рейн-Вестфалия) — немецкий футболист, нападающий. Долгое время выступал за «Айнтрахт» из Брауншвейга.

## Клубная карьера
Деннис был повышен в первую команду «Любека» в 2000 году. За три года он стал ключевым игроком основного состава и перешёл в клуб первой бундеслиги «Фрайбург». Его дебют в высшем немецком дивизионе состоялся 2 августа 2003 года в матче против «Байера». В первые годы он был игроком основы, но затем был отдан в аренду в свой бывший клуб «Любек», а потом и вовсе был продан в «Айнтрахт» из Брауншвейга из третьей бундеслиги. С «Айнтрахтом» Деннис прошёл путь до первой бундеслиги и дослужился до звания капитана команды.
После восьми сезонов в Брауншвейге Деннис был вынужден завершить карьеру из-за травмы колена.

## Достижения
- Победитель третьей лиги (1): 2010/11